# آنتونیو مونتلا
آنتونیو مونتلا (انگلیسی: Antonio Montella؛ زادهٔ ۴ آوریل ۱۹۸۶) بازیکن فوتبال اهل ایتالیا است.
از باشگاه‌هایی که در آن بازی کرده‌است می‌توان به باشگاه فوتبال سالرنیتانا، باشگاه فوتبال پیزا، و باشگاه فوتبال مسینا اشاره کرد.